# Varian Wrynn
Varian Wrynn is een personage uit de computerspelserie Warcraft van Blizzard Entertainment. Hij verscheen voor het eerst in het online rollenspel World of Warcraft en groeide uit tot een van de belangrijkste leiders van de Alliance. Varian was de koning van het menselijke koninkrijk Stormwind en de vader van Anduin Wrynn.

## Achtergrond
Varian Wrynn, zoon van koning Llane, werd geboren in het koninkrijk Stormwind tijdens een tijd van vrede en voorspoed. Zijn jeugd eindigde abrupt met de invasie van de orcs tijdens de First War. Nadat Stormwind viel en zijn vader werd vermoord, werd de jonge prins geëvacueerd naar Lordaeron, waar hij werd opgevangen door koning Terenas Menethil. Daar groeide hij op, omringd door machtige leiders, maar ook gekweld door het verlies van zijn thuis en familie.
Toen Stormwind met hulp van bondgenoten heroverd en herbouwd werd, keerde Varian terug naar zijn geboortestad om de kroon op jonge leeftijd op zich te nemen. Hij worstelde met de last van leiderschap, vooral na de dood van zijn vrouw Tiffin, die omkwam bij een volksopstand. Getekend door rouw en politieke spanningen raakte Varian meer en meer geïsoleerd totdat hij werd ontvoerd, zijn geest gebroken en zijn lichaam gescheiden.
In gevangenschap werd Varian in tweeën gesplitst: de één een vreedzame heerser zonder woede, de ander een felle krijger zonder rem. De krijger, bekend als Lo'Gosh, ontsnapte en vocht zich een weg terug naar Stormwind, waar hij uiteindelijk herenigd werd met zijn andere helft. Met zijn kracht en geest opnieuw verenigd, herwon Varian de troon als de ware koning van Stormwind.
Zijn heerschappij werd gekenmerkt door een hernieuwde focus op militaire paraatheid en persoonlijke deelname aan de strijd. In Northrend leidde Varian de troepen van de Alliance tegen de dreiging van de Scourge. Zijn ervaringen op deze bevroren frontlinie, en het verraad bij de Wrathgate, versterkten zijn wantrouwen jegens de Horde. Hij zag samenwerking als een gevaarlijk compromis en beschouwde vrede als iets wat men met zwaard in de hand moest bevechten.
Na de Cataclysm, toen de wereld scheurde onder de woede van Deathwing, moest Varian zijn koninkrijk opnieuw bijeenhouden te midden van chaos. Terwijl hij worstelde met zijn vurige temperament, werd hij steeds vaker geconfronteerd met de zachtere stem van zijn zoon Anduin, een jongen wiens visie op leiderschap Varian diep raakte, ook al begreep hij het aanvankelijk niet.
Zijn ware transformatie begon in Pandaria, een mysterieus land vol oude wijsheid. Daar onderging hij beproevingen die hem dwongen zichzelf onder ogen te zien. Hij leerde dat kracht niet enkel in spier en staal zat, maar ook in terughoudendheid, strategie en vertrouwen. Dankzij de inzichten van de pandaren en het advies van Anduin vond Varian een balans tussen krijger en koning. Hij keerde terug als een leider die de Alliance niet alleen met kracht leidde, maar met visie.
In Draenor toonde hij zich opnieuw als veldheer, strijdend tegen een alternatieve Horde uit een andere tijdlijn. Hoewel de oorlog hevig was, legde Varian de nadruk op samenwerking met bondgenoten uit alle rassen van de Alliance. Tegelijk bereidde hij zijn zoon voor op toekomstige verantwoordelijkheid, met het besef dat hij zelf niet eeuwig zou regeren.
Varian's laatste slag vond plaats aan de Broken Shore, waar de demonen van de Burning Legion Azeroth bedreigden met vernietiging. In een ultieme daad van opoffering bleef Varian achter om de vijand af te leiden en zijn vloot een kans op ontsnapping te geven. Zijn lichaam werd verscheurd door demonisch vuur, maar zijn geest bleef onaantastbaar.
Met zijn dood verdween niet alleen een koning, maar ook een symbool van kracht, opoffering en herwonnen menselijkheid. Varian Wrynn werd herdacht als de Lion of Stormwind.

## Verschijningen
Varian Wrynn verscheen voor het eerst in World of Warcraft uit 2004, waarin hij aanvankelijk werd weergegeven als een vermiste koning met beperkte aanwezigheid in de spelwereld. Zijn rol werd uitgebreid in latere updates en media, waaronder de stripreeks World of Warcraft van uitgeverij WildStorm. In deze strips, en later in het spel, werd zijn verhaal als gladiator Lo’Gosh en zijn uiteindelijke hereniging met zijn andere zelf uitgebreid uitgewerkt. In het Engelstalige spel werd Varian vanaf zijn volledige terugkeer ingesproken door Liam O'Brien.
Varian speelde een prominente rol in diverse uitbreidingen van World of Warcraft, waaronder Wrath of the Lich King, Cataclysm, Mists of Pandaria, Warlords of Draenor en Legion. In elk van deze uitbreidingen werd hij afgebeeld als een krachtig leider van de Alliance, vaak aan het hoofd van militaire campagnes. Zijn karakter ontwikkelde zich van een wraakzuchtige krijger tot een evenwichtige koning en vaderfiguur, vooral zichtbaar in zijn relatie met zijn zoon Anduin Wrynn.
In Heroes of the Storm verscheen Varian in 2016 als een unieke hybride-held. Hij is de eerste held in het spel met een “multi-class”-mechaniek, waarmee spelers kunnen kiezen tussen drie stijlen: tank, melee damage of bruiser. Deze flexibiliteit maakte hem een strategische keuze op het slagveld. Zijn vaardigheden, waaronder "Lion's Fang", "Parry" en "Heroic Strike", weerspiegelen zijn rol als koninklijke krijger en meester van het zwaard.
Buiten de spellen verscheen Varian in verschillende boeken, stripverhalen en merchandise van het Warcraft-universum, waaronder verzamelkaarten, beeldjes en posters. Zijn visuele herkenbaarheid, met zijn leeuwenharnas en koninklijke zwaard Shalamayne maakt hem tot een iconisch personage binnen de franchise.